# Dicranopteris desvauxii
Dicranopteris desvauxii là một loài dương xỉ trong họ Gleicheniaceae. Loài này được Proctor mô tả khoa học đầu tiên.
Danh pháp khoa học của loài này chưa được làm sáng tỏ. 